# Gonanticlea choiseuli
Gonanticlea choiseuli är en fjärilsart som beskrevs av Louis Beethoven Prout 1939. Gonanticlea choiseuli ingår i släktet Gonanticlea och familjen mätare. Inga underarter finns listade i Catalogue of Life.